# كامبل غرايسون
كامبل غرايسون (بالإنجليزية: Campbell Grayson) هو لاعب إسكواش نيوزيلندي، ولد في 4 مارس 1986 في أوكلاند في نيوزيلندا.

## وصلات خارجية
- الموقع الرسمي
- كامبل غرايسون على موقع الاتحاد الدولي لمحترفي الاسكواش (مؤرشف) (الإنجليزية)
- كامبل غرايسون على موقع SquashInfo.com (الإنجليزية)
- كامبل غرايسون على موقع اللجنة الأولمبية النيوزيلندية (الإنجليزية)
- كامبل غرايسون على موقع اتحاد ألعاب الكومنولث (مؤرشف) (الإنجليزية)